# Калашник Марія Іванівна
Марія Іванівна Калашник (нар. 1923, село Вовчанські Хутори, тепер Вовчанського району Харківської області — ?) — українська радянська діячка, завідувач молочнотоварної ферми колгоспу «Комуніст» Вовчанського району Харківської області. Депутат Верховної Ради СРСР 7-го скликання.

## Життєпис
Народилася в селянській родині Івана Рубана. Освіта неповна середня: закінчила семирічну школу.
З 1941 року — колгоспниця колгоспу імені 1-го Травня Вовчанського району Харківської області.
У 1947 році закінчила Вовчанську річну школу бухгалтерів Харківської області.
У 1947—1951 роках — бухгалтер колгоспу села Нежданівки Вовчанського району Харківської області.
У 1951—1960 роках — колгоспниця бурякосійної ланки, телятниця колгоспу «Комуніст» села Нежданівки (центральна садиба в селі Охрімівка) Вовчанського району Харківської області.
З 1960 року — завідувач молочнотоварної ферми першої бригади колгоспу «Комуніст» села Нежданівки Вовчанського району Харківської області.

## Нагороди
- орден Леніна (1966)
- ордени
- медалі